# بنی سیف (یمن)
 بنی سیف  به عربی ( بَنی سیف  )، روستایی است در دهستان المُقَبَنَة از توابع استان حضرموت در کشور یمن در شبه جزیره عربستان.

## جمعیت
جمعیت آن ( ۱۲۱ ) نفر ( ۹ خانوار) می‌باشد.